# Ratpenat nasofoliat de Sundevall
El ratpenat nasofoliat de Sundevall (Hipposideros caffer) és una espècie de ratpenat de la família dels hiposidèrids. Viu a Angola, Benín, Botswana, Burkina Faso, Burundi, el Camerun, el Txad, República del Congo, República Democràtica del Congo, Costa d'Ivori, Guinea Equatorial, Eritrea, Etiòpia, el Gabon, Gàmbia, Ghana, Guinea, Guinea Bissau, Kenya, Malawi, Mali, Mauritània, Marroc, Moçambic, Namíbia, el Níger, Nigèria, Ruanda, Aràbia Saudita, Senegal, Sierra Leone, Somàlia, Sud-àfrica, el Sudan, Eswatini, Tanzània, Togo, Uganda, Iemen, Zàmbia i Zimbàbue. El seu hàbitat natural són la sabana i bosc costaner, i s'associa generalment amb els rius i altres cursos d'aigua. No hi ha cap amenaça significativa per a la supervivència d'aquesta espècie, tot i que està afectada per la pertorbació humana de llocs de descans (coves).